# Kim Nam-hae
Kim Nam-hae (koreanisch 김남해; * 5. März 1996 in Rajin) ist eine nordkoreanische Tischtennisspielerin. Mit der Mannschaft gewann sie beim World Team Cup 2018 eine Bronzemedaille, ebenso im gleichen Jahr bei der Weltmeisterschaft.                                                                                                                          

## Turnierergebnisse
| Verband | Veranstaltung      | Jahr | Ort        | Land | Einzel        | Doppel        | Mixed     | Team |
| ------- | ------------------ | ---- | ---------- | ---- | ------------- | ------------- | --------- | ---- |
| PRK     | Weltmeisterschaft  | 2019 | Budapest   | HUN  | letzte 64     | Viertelfinale | letzte 64 |      |
| PRK     | Weltmeisterschaft  | 2018 | Halmstad   | SWE  |               |               |           | 3    |
| PRK     | Asienmeisterschaft | 2019 | Yogyakarta | IND  | letzte 64     | letzte 32     | letzte 16 |      |
| PRK     | Challenge Series   | 2019 | Pjöngjang  | PRK  | Halbfinale    | Gold          | Silber    |      |
| PRK     | Challenge Series   | 2016 | Pjöngjang  | PRK  | Viertelfinale | letzte 16     | letzte 16 |      |
| PRK     | World Team Cup     | 2018 | London     | ENG  |               |               |           | 3    |